# (36655) 2000 QL202
2000 QL202 (asteroide 36655) é um asteroide da cintura principal. Possui uma excentricidade de 0.04412480 e uma inclinação de 9.17550º.
Este asteroide foi descoberto no dia 29 de agosto de 2000 por LINEAR em Socorro.